# Lathrolestes pictus
Lathrolestes pictus är en stekelart som beskrevs av Joseph Augustine Cushman 1933. Lathrolestes pictus ingår i släktet Lathrolestes och familjen brokparasitsteklar. Inga underarter finns listade i Catalogue of Life.